# Abierto de Australia 2003
Lista de los campeones del Abierto de Australia de 2003:

## Individual Masculino
Andre Agassi (USA) d. Rainer Schuettler (GER), 6-2, 6-2, 6-1

## Individual Femenino
Serena Williams (USA) d. Venus Williams (USA), 7-6, 3-6, 6-4

## Dobles Masculino
Michael Llodra/Fabrice Santoro (FRA) d. Mark Knowles (BAH)/Daniel Nestor (CAN), 6-4, 3-6, 6-3

## Dobles Femenino
Serena Williams/Venus Williams (USA) d. Virginia Ruano Pascual (ESP)/Paola Suárez (ARG), 4-6, 6-4, 6-3

## Dobles Mixto
Martina Navratilova (USA)/Leander Paes (IND) d. Todd Woodbridge (AUS)/Eleni Daniilidou (GRE), 6-4, 7-5
| Predecesor: 2002                               | Abierto de Australia 2003 | Sucesor: 2004                         |
| Predecesor: Abierto de los Estados Unidos 2002 | Grand Slam 2003           | Sucesor: Torneo de Roland Garros 2003 |

- Datos: Q750792